# Sidmouth
Sidmouth (wym. /ˈsɪdməθ/) – miasto w południowo-zachodniej Anglii (Wielka Brytania), w hrabstwie Devon, w dystrykcie East Devon, położone przy ujściu rzeki Sid do kanału La Manche, 24 km na południowy wschód od Exeteru. Ośrodek turystyczny w zachodniej części Wybrzeża Jurajskiego. Miasto znajduje się na szlaku turystycznym South West Coast Path.

## Historia
Miasto wzmiankowane było w 1086 w Domesday Book pod nazwą Sedemuda. Przez wiele wieków wieś rybacka i niewielki port o znaczeniu lokalnym, Sidmouth znaczenia nabrało w XIX wieku wraz z rozwojem turystyki. W 1874 miasto uzyskało połączenie kolejowe, zlikwidowane w latach 60. XX w. na fali tzw. Beeching Axe – likwidacji nierentownych połączeń kolejowych.

## Atrakcje turystyczne
- Coroczny festiwal muzyki folkowej (sierpień)
- Schronisko dla osłów (The Donkey Sanctuary)[3]
- Wybrzeże klifowe i dominujące nad miastem wzgórze Salacombe Hill
- Obserwatorium astronomiczne i planetarium[4]

## Współpraca
Miejscowość partnerska:
- Le Locle, Szwajcaria